# 祈福线

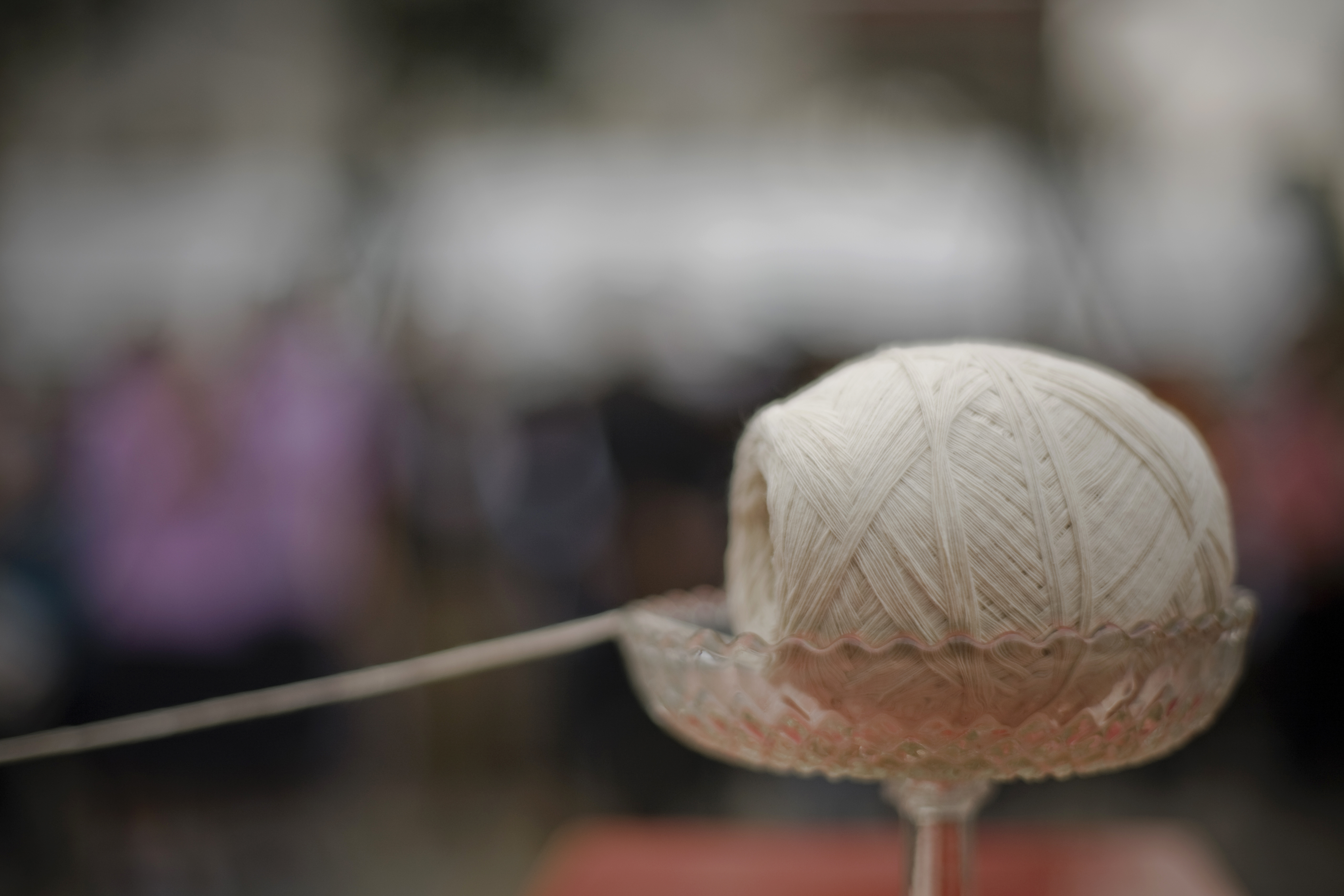
一捆白色祈福线

祈福线，又称作经线、圣线，是常见于泰国和柬埔寨的佛教用品，起源于古印度婆罗门教仪式所使用的圣线。祈福线通常为一捆白色棉线，代表纯洁、祝福、好运。

## 用途

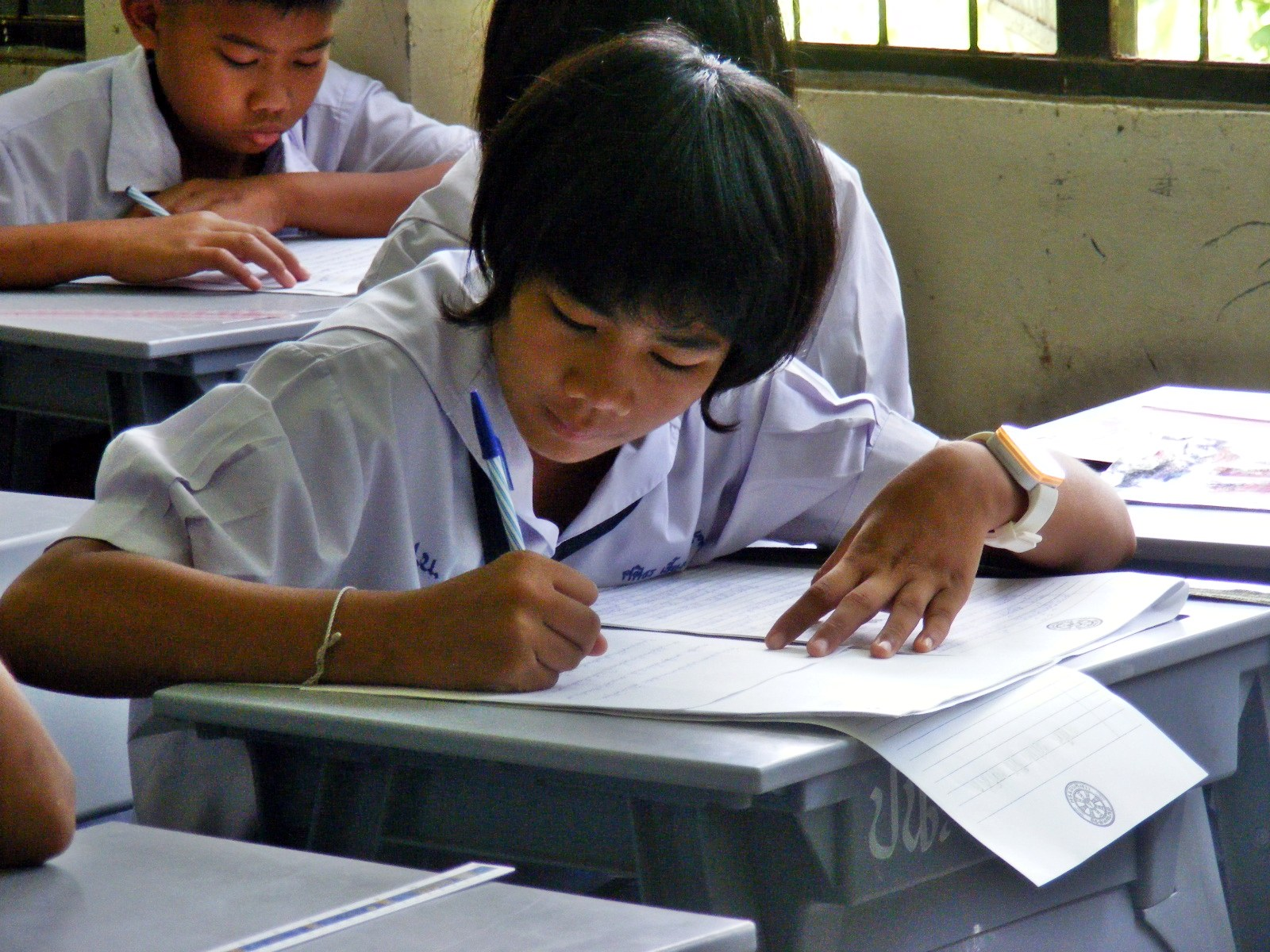
一位泰国女学生，右手戴着一条白手绳

僧侣诵经祈祷或仪式、法事时都会用到此白线。用途是将线拉长，传递到信众之间形成连接状态，之后由法师诵经加持，相当于带来祝福、力量和好运。
祈福线也可绑在手腕上作为手绳。在寺庙里或某些仪式（如泰式传统婚礼、毕业典礼等“结绳礼”（ผูกข้อมือ））中，祈福线手绳由僧侣、长辈、教师绑上，一般都戴在右手，性质类似于佛牌。目前在泰国的街上或者公交车上，皆可见到不论男女老少都戴着一条或多条白手绳，和花环、供盘一起成为了泰国文化的风景线之一。现在白手绳不仅是为了祈求好运，也可以是单纯的装饰。与之类似的功能装饰有印度教的考图卡手绳以及犹太教的红手绳。

## 相关作品
- 《基本演绎法》：第一季第9集中，一位从事东亚研究的大学教授遭到谋杀。因手上戴有一条祈福线手绳，推测在几周前去过泰国。[7]
- 《不一样的美男》：跨性别角色Pat的右手上戴有白手绳。
- 《一年生》：第7集中的结绳礼。
- 《天生一对》第14集：女主角因触碰暗月魔咒晕倒，男主角用祈福线围绕周围。后来结婚典礼也在手上绕祈福线。
- 《平沙万里行》
- 《诗琳通公主肖像》

## 图库

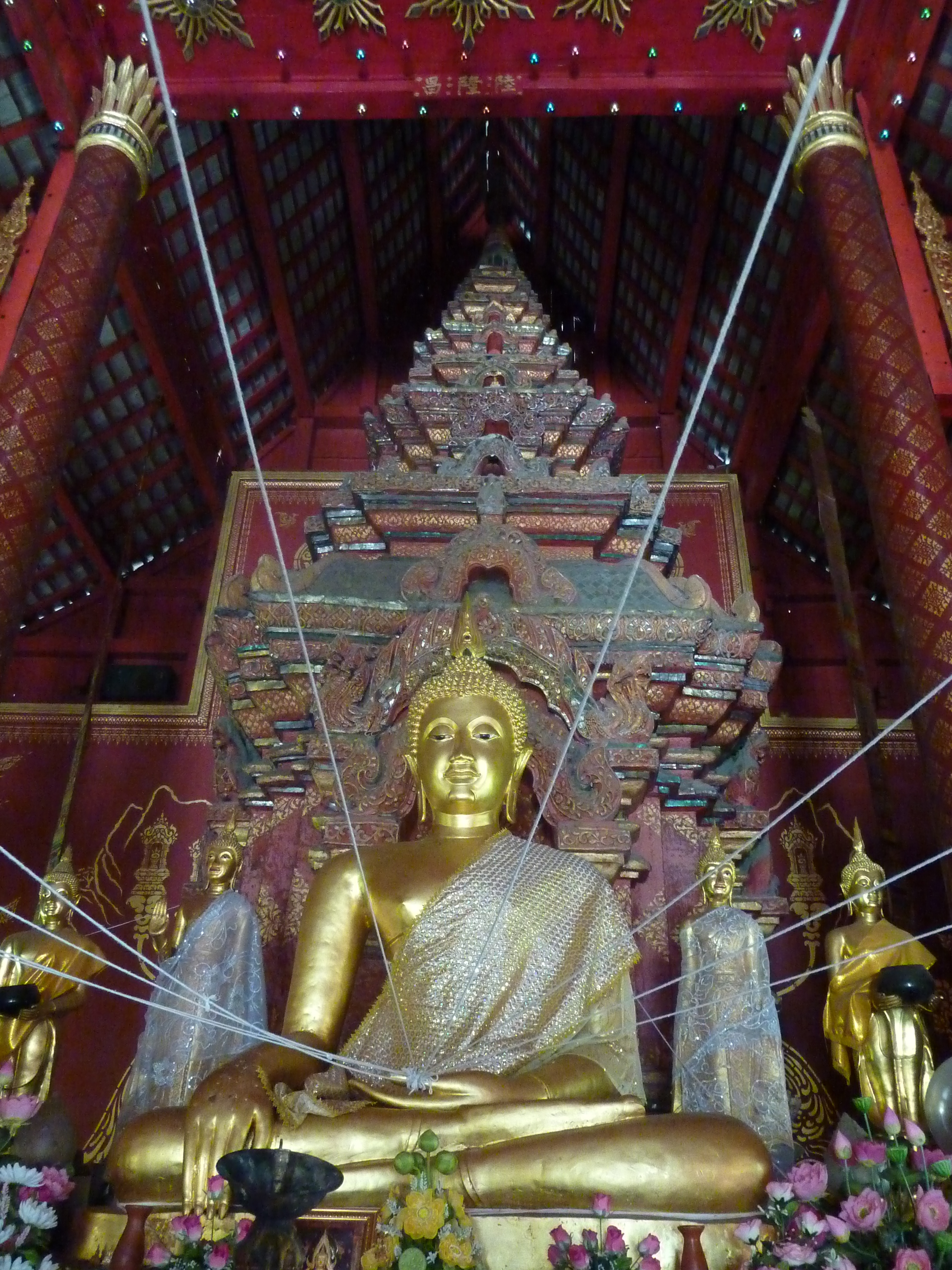
祈福线的一头绑在佛像手上，另一头在僧人手中。
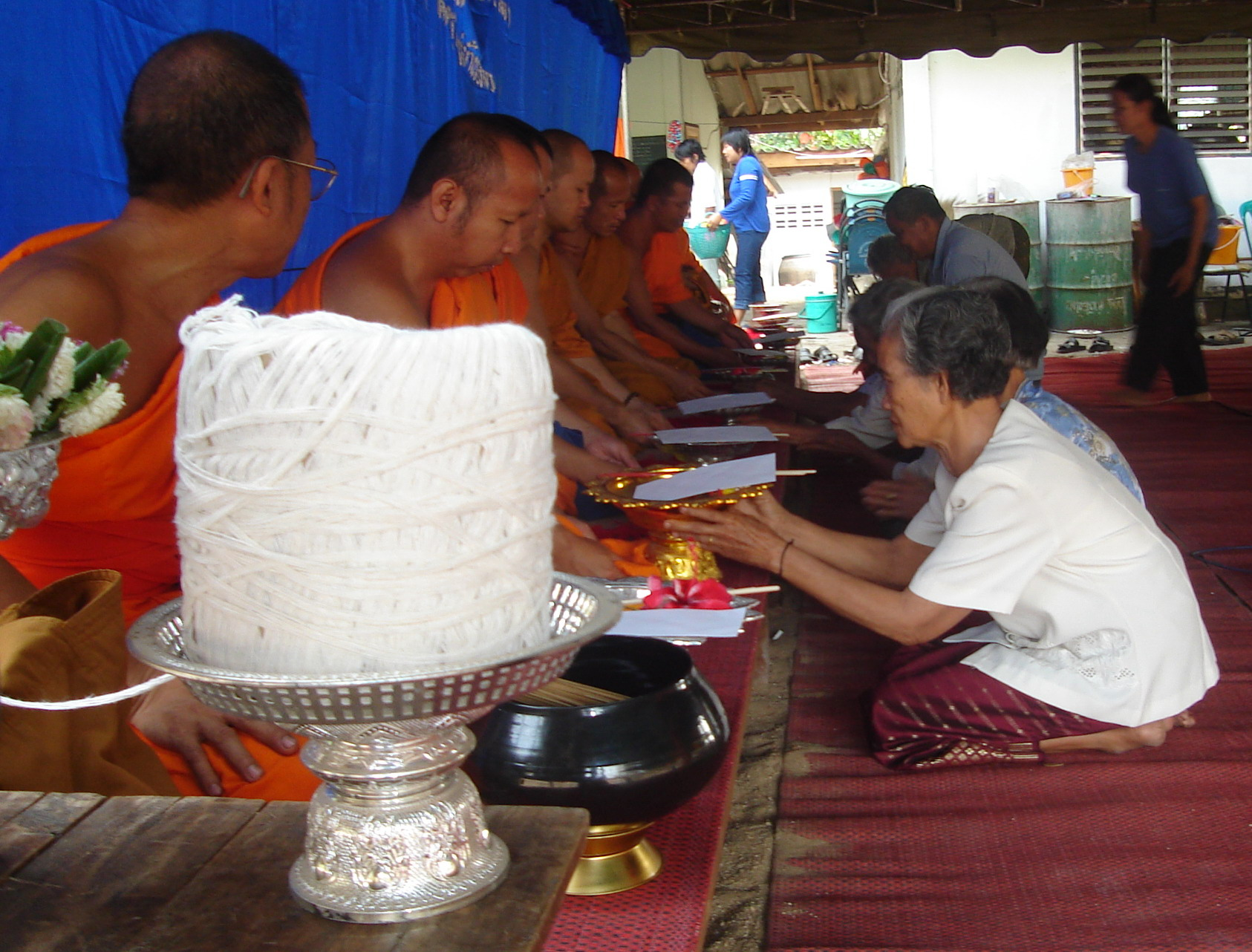
供盘上的一捆祈福线
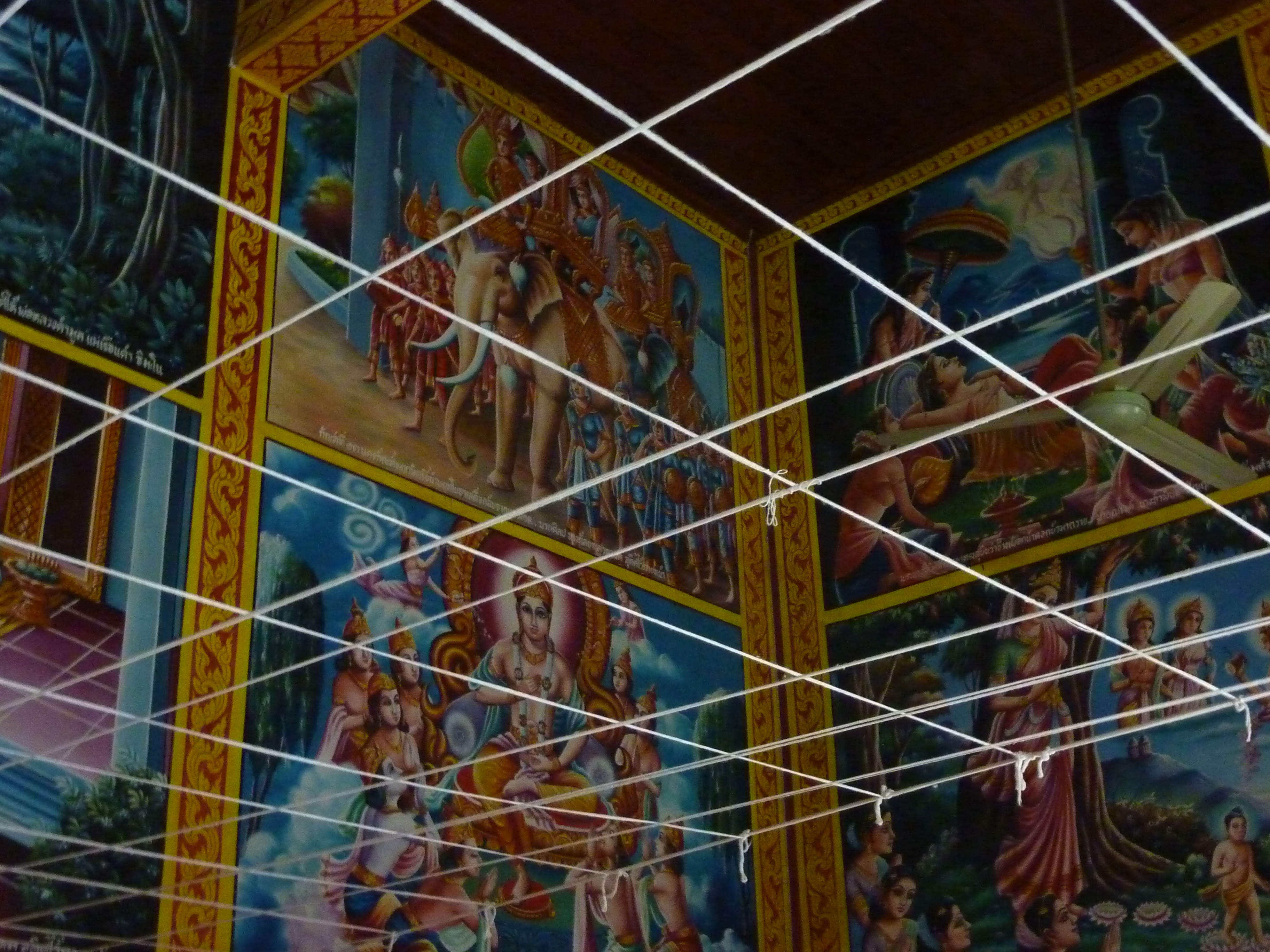
结成网的祈福线
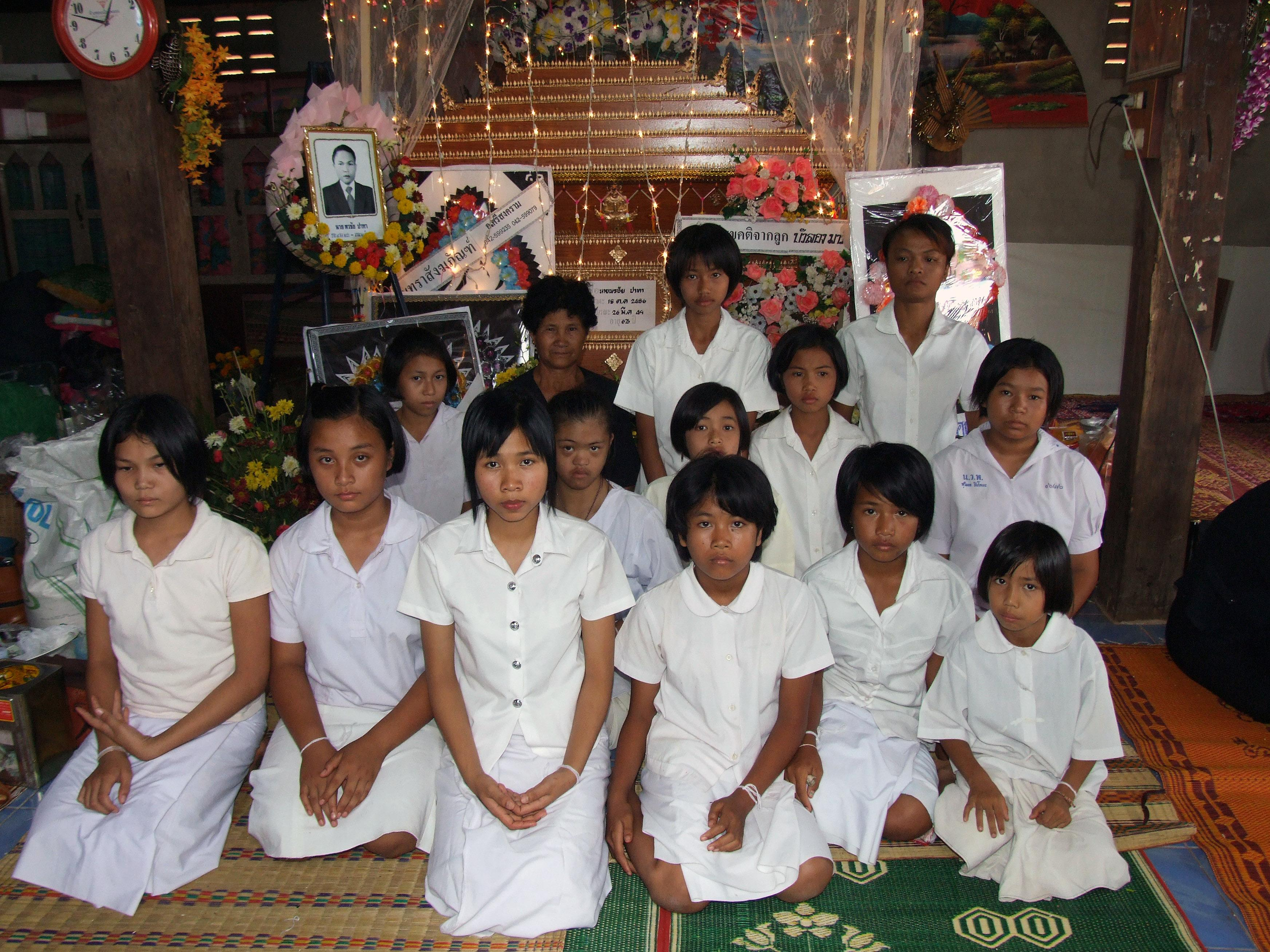
参加泰国传统葬礼的女孩，她们的手上都有戴白色的祈福线手绳。
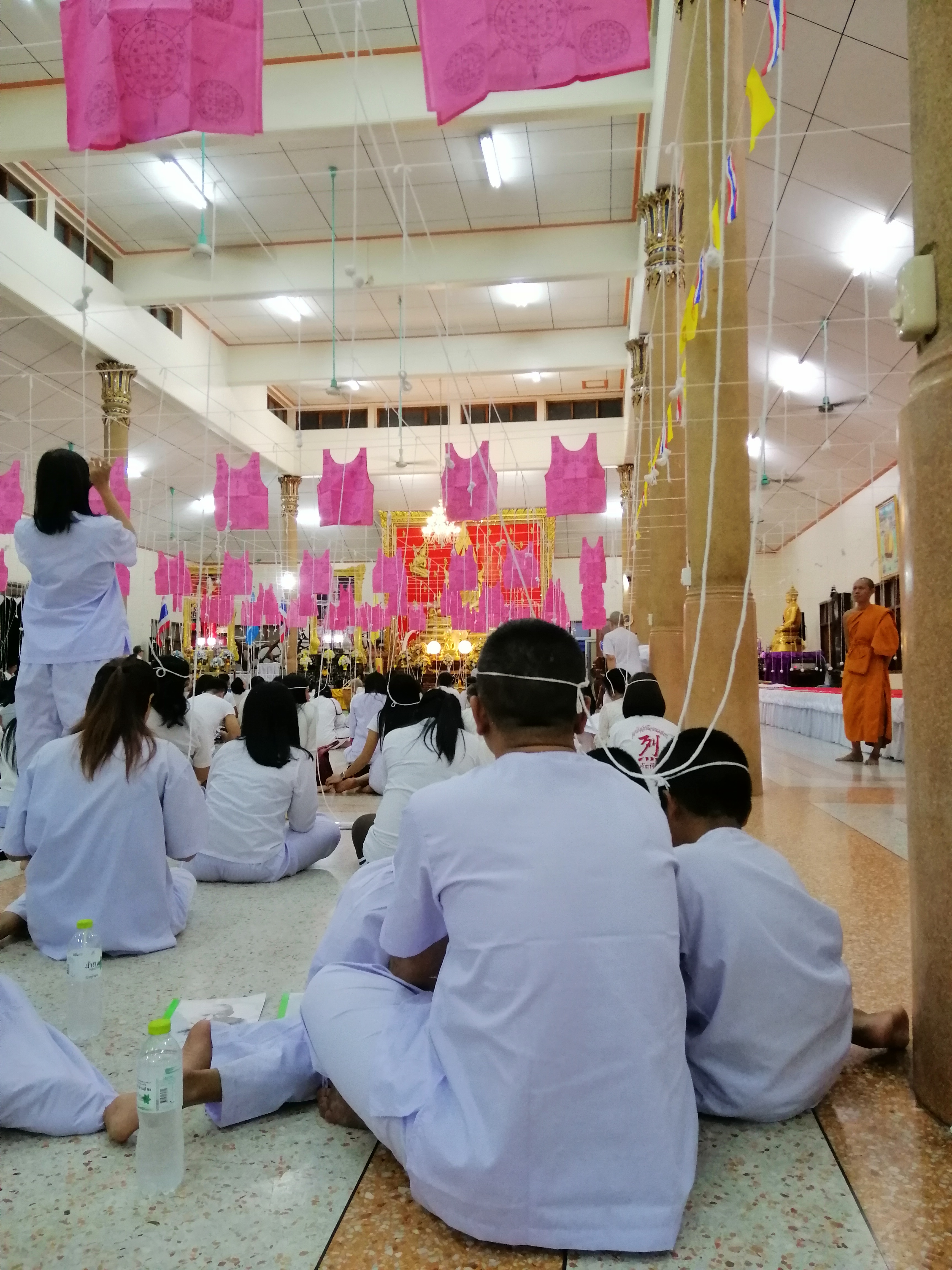
将祈福线绑在信众的头上，以增加法力加持。
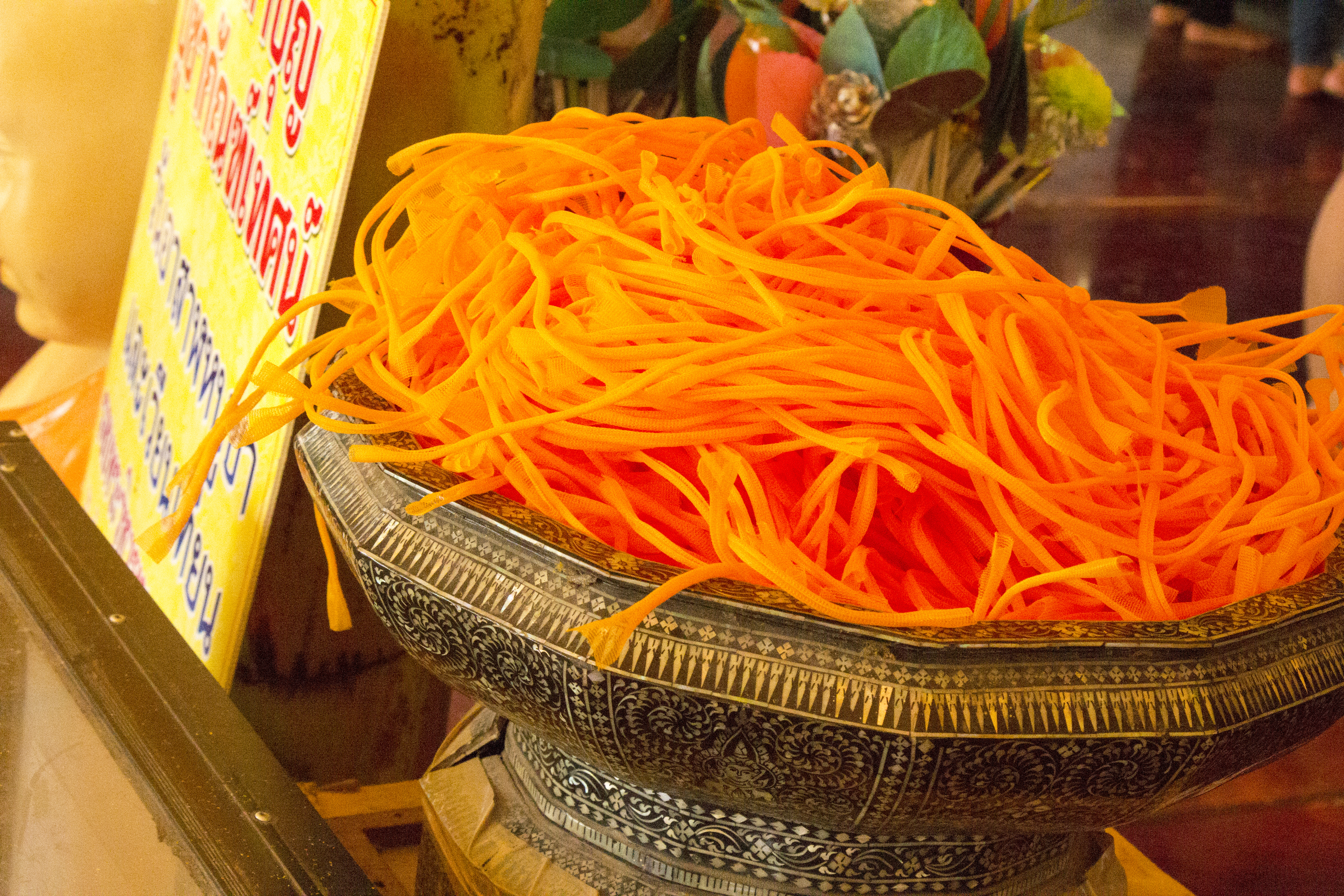
用袈裟布做成的祈福线手绳
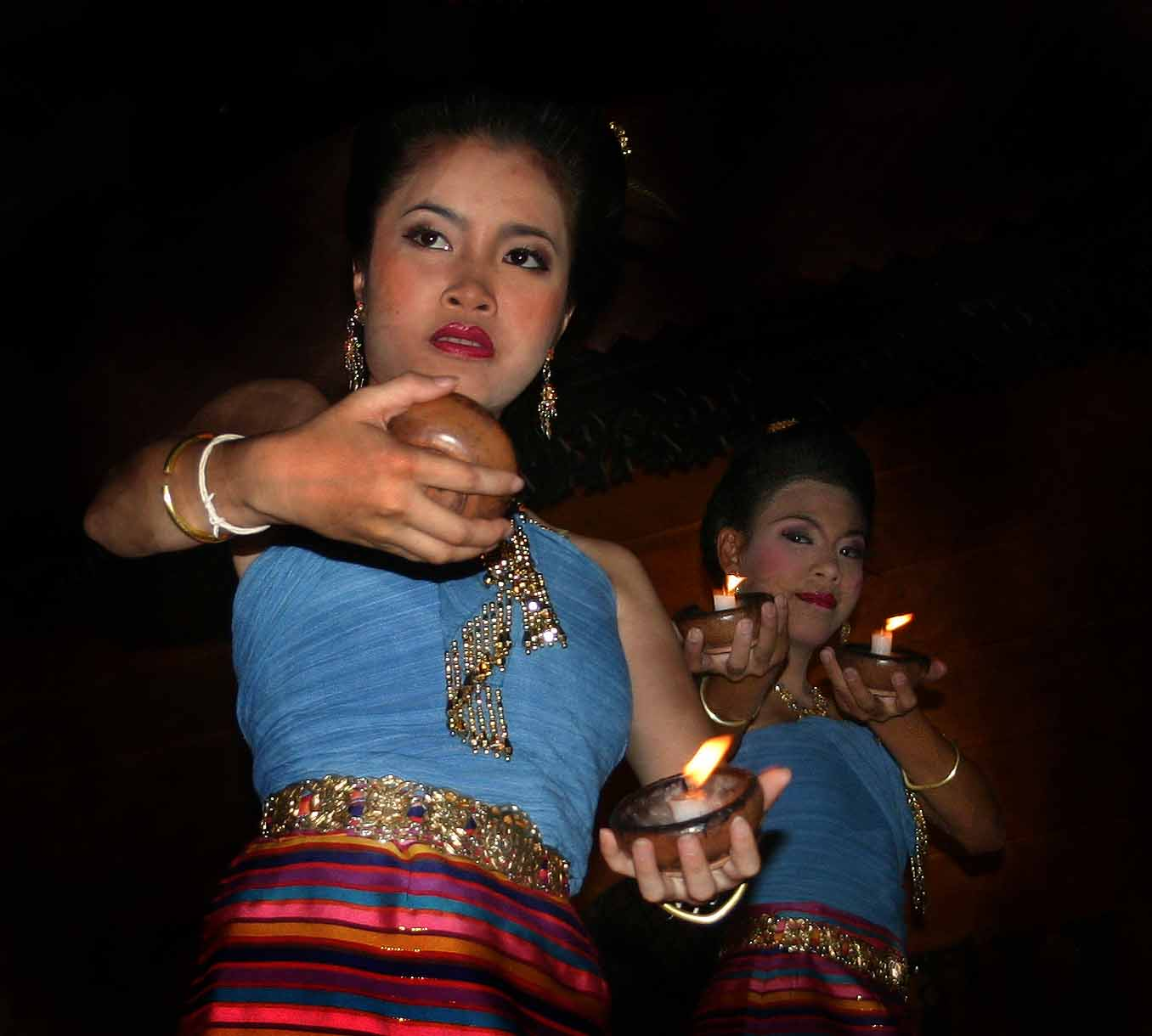
戴白手绳的女舞者
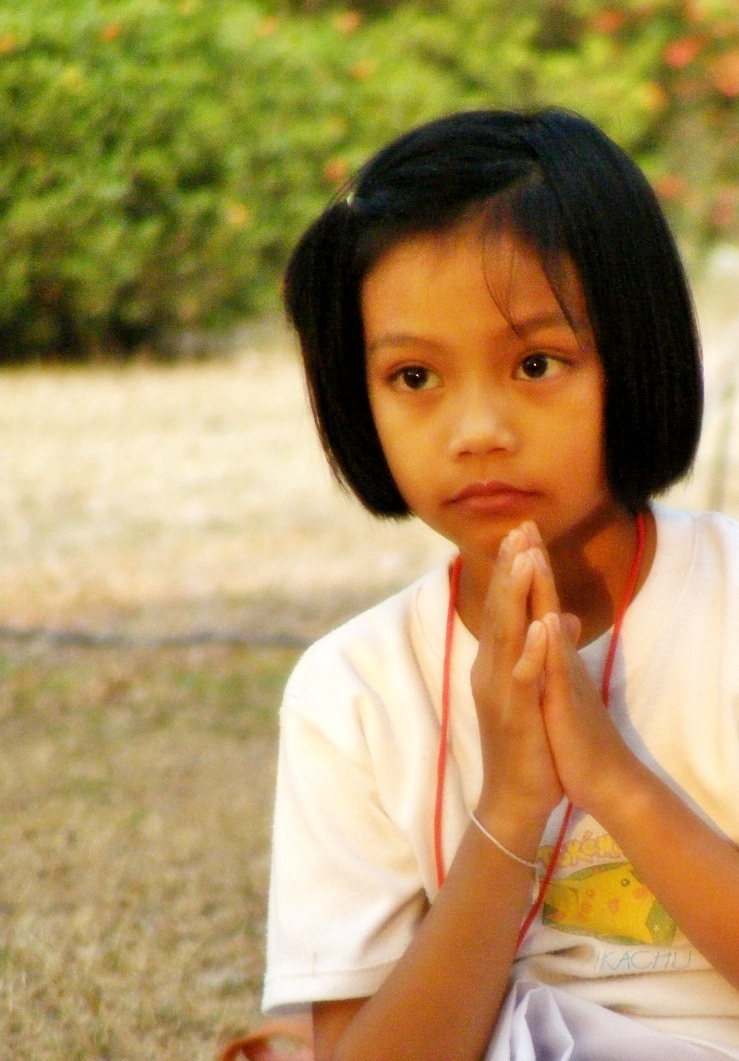
戴白手绳的泰国女孩
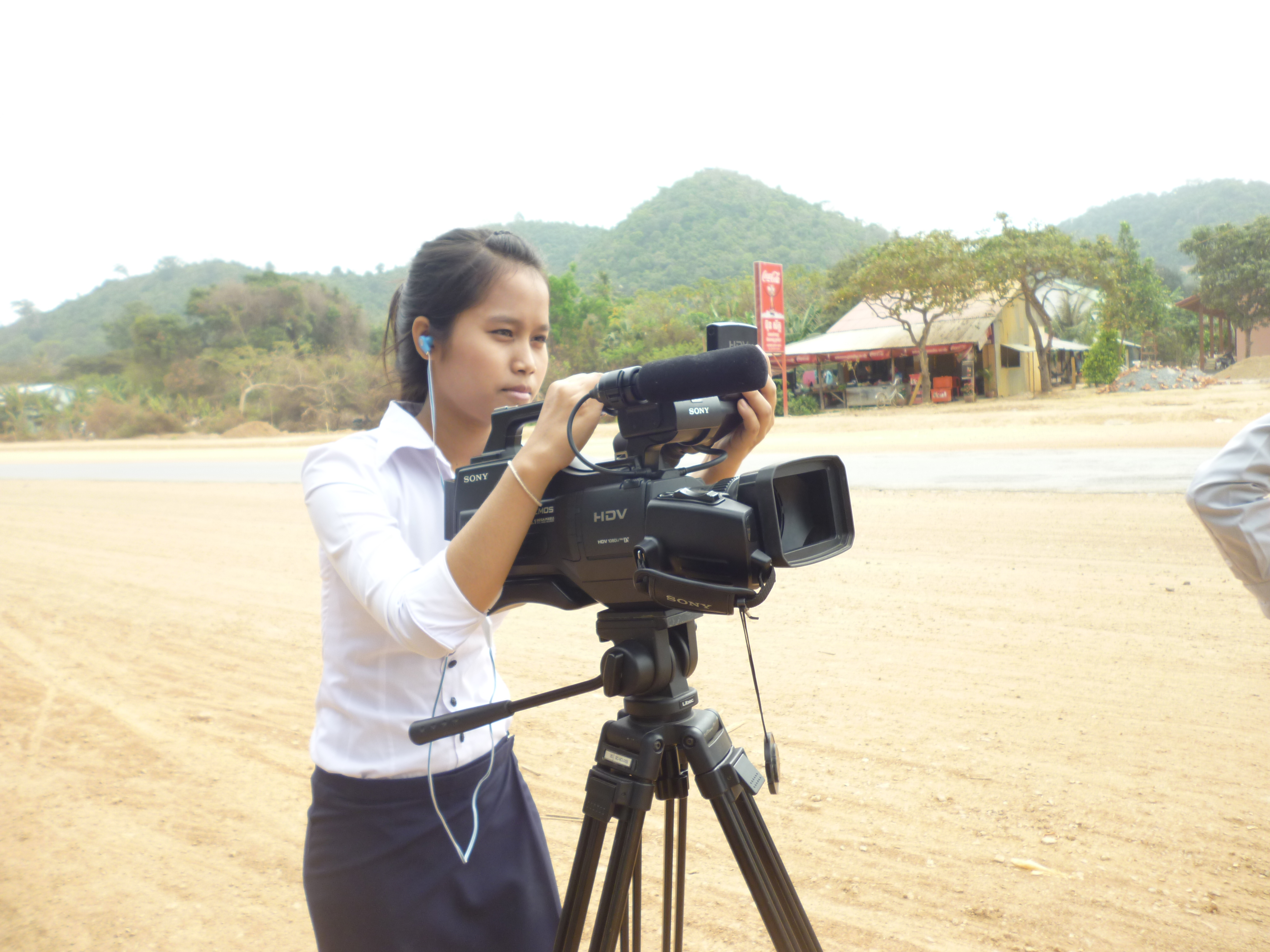
戴白手绳的柬埔寨女学生
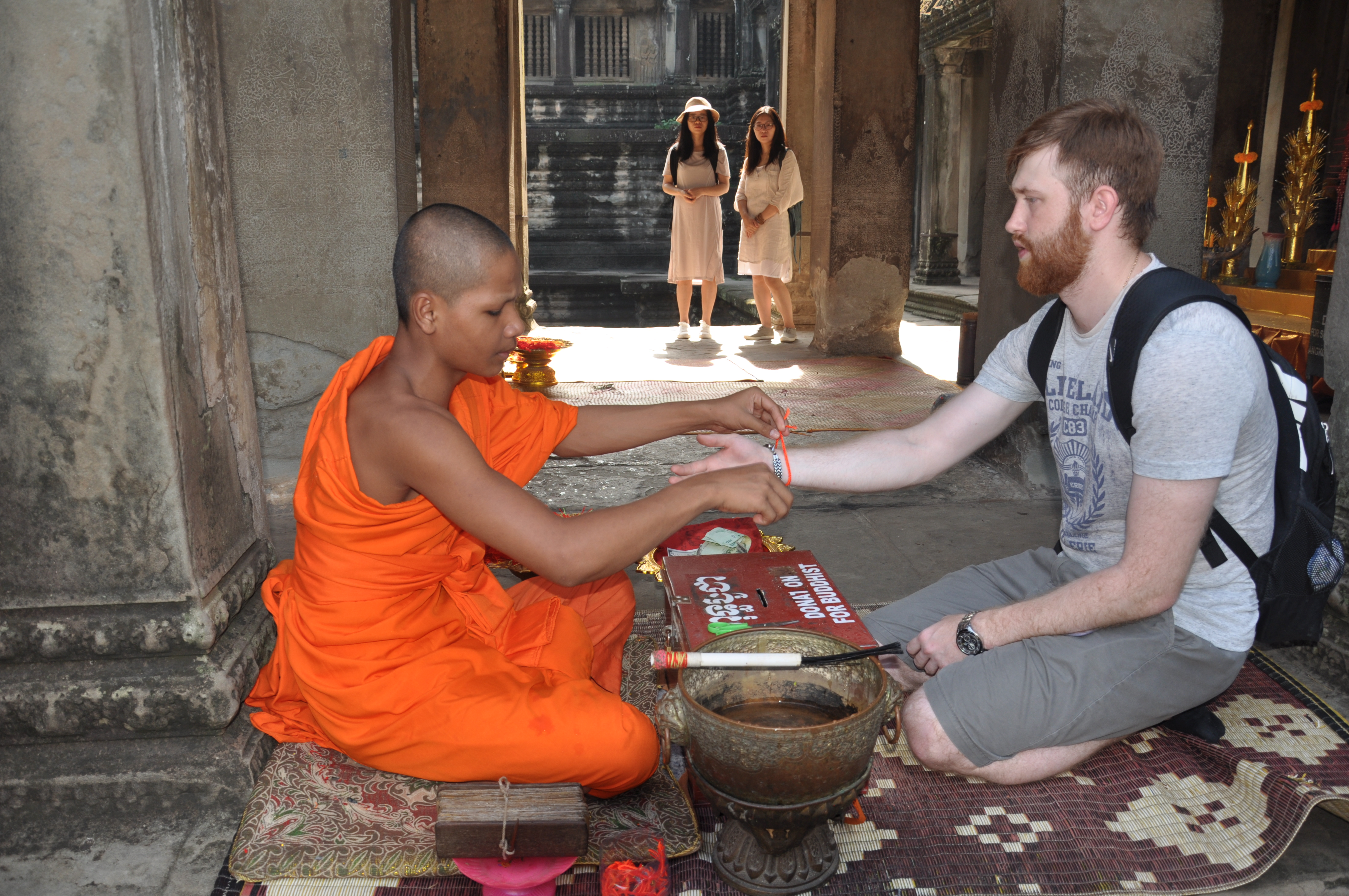
吴哥窟的一名和尚帮游客系上袈裟手绳
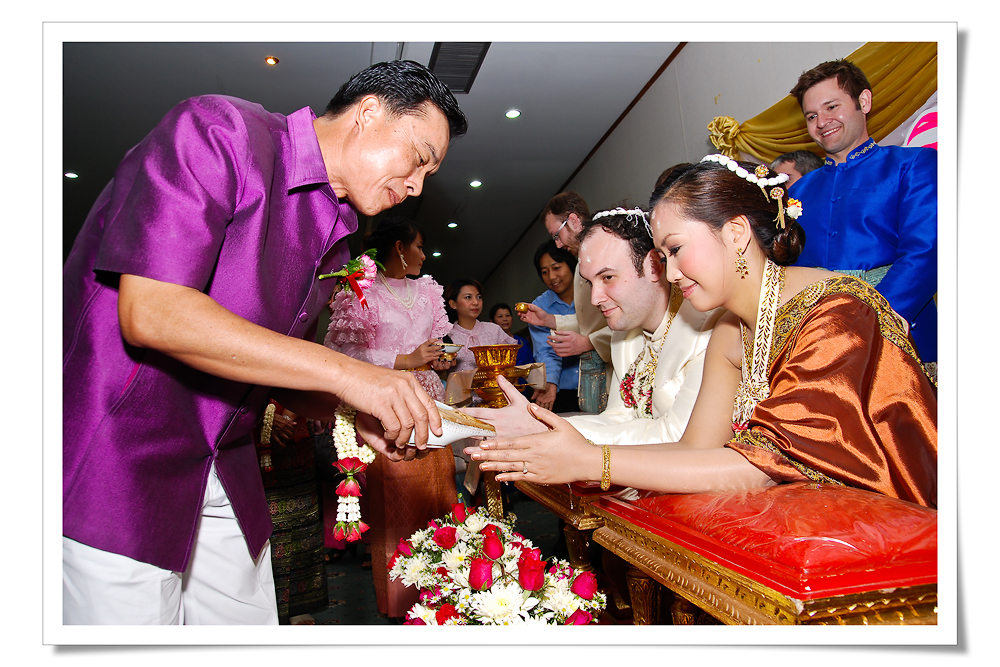
在泰式婚礼中，一对新人的头上也会围着祈福线。